# Кунерадський потік
Кунерадський потік (словац. Kuneradský potok) — річка в Словаччині; права притока Райчанки. Протікає в окрузі Жиліна.
Довжина — 15 км. Витікає в масиві Мала Фатра (частина Лучанська Фатра) на висоті 1270 метрів.
Протікає територією села Кунерад і міста Раєцьке Теплиці. Впадає у Райчанку на висоті 410 метрів.